# GO! Atheneum Heist
GO! Atheneum Heist (oude naam Campus Hof van Riemen) is een school van het GO! onderwijs van de Vlaamse gemeenschap. De campus is gelegen in het centrum van Heist-op-den-Berg en bestaat uit:
- een kinderdagverblijf: 't Riemenhofje
- een kleuter- en basisschool: Basisschool Campus Hof van Riemen
- een secundaire school: Atheneum Hof van Riemen (ASO, BSO, TSO)
- een centrum voor deeltijds onderwijs: CDO Heist-op-den-Berg
- een vestigingsplaats van het centrum voor leerlingenbegeleiding: CLB 9
- een vestigingsplaats van het centrum voor volwassenenonderwijs: CVO Crescendo

Campus Hof van Riemen maakt deel uit van Scholengroep 5 (Mechelen - Keerbergen - Heist-op-den-Berg). De school heeft ook lange tijd beschikt over een internaat.

## Geschiedenis

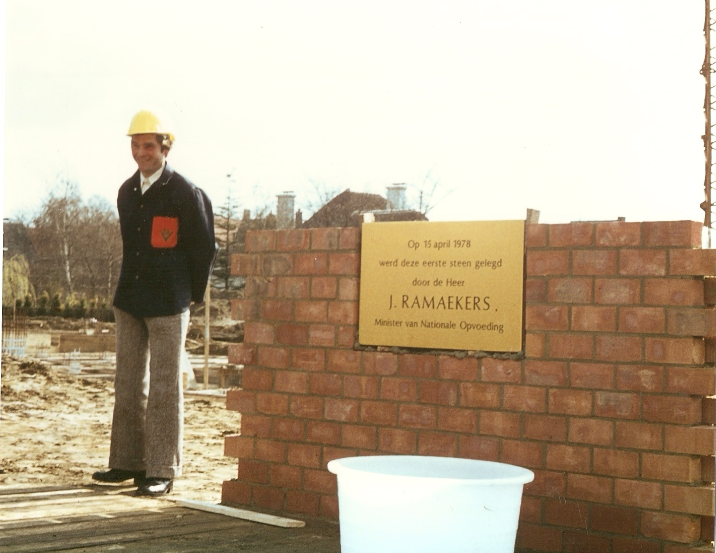
Eerstesteenlegging van de huidige T-Blok op 15 april 1978

De school werd gesticht op 15 maart 1949 en ging van start op 1 september 1949. De school was gehuisvest in de gebouwen van de gemeenteschool "Bossestraat", die door het ministerie van Onderwijs waren overgenomen.
In de beginperiode had de school te kampen met heel wat tegenstand, onder andere vanuit de gemeente en de plaatselijke kerkgemeenschap.
Doorheen de jaren onderging de school heel wat veranderingen. Zo werden de technische en beroepsafdelingen in 1962 afgesplitst van het K.A. en ondergebracht in het R.I.T.O. (Rijksinstituut technisch onderwijs). Deze werden later weer samengevoegd, net zoals later de middenschool en het K.T.A.
Het huidige gebouw van de 2de en 3de graad van het atheneum werd gebouwd in 1978.
Vanaf 1 september 2011 heeft het CDO zijn intrek genomen in een deel van de gebouwen van de eerste graad van het atheneum. Hiermee verlieten ze definitief de gebouwen in de Molenstraat die te klein en verouderd waren. De eerste graad verhuisde naar de vernieuwde lokalen in de R en A-blok.